# Euphorbia ambovombensis
Euphorbia ambovombensis Rauh & Razaf. es una especie fanerógama perteneciente a la familia Euphorbiaceae.

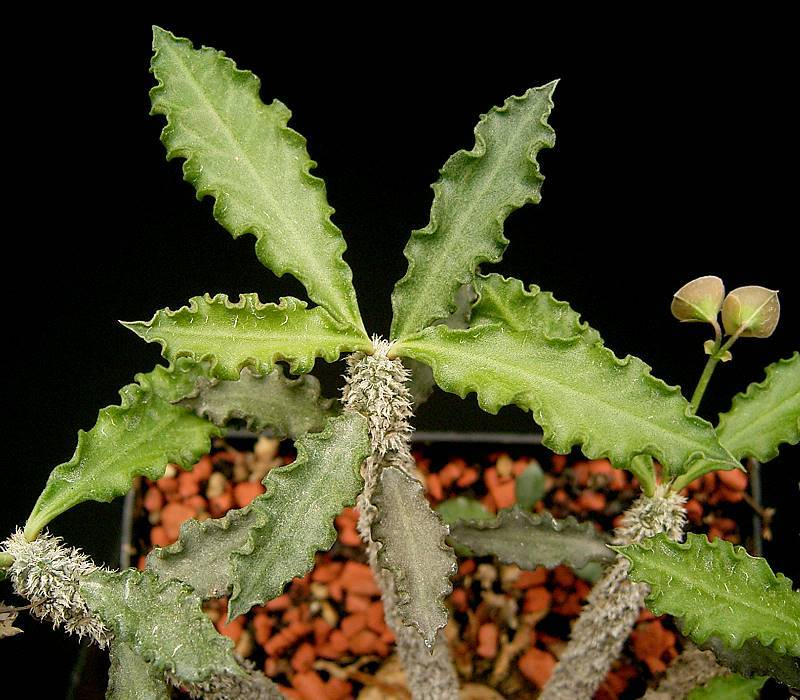
Detalle de las hojas

## Distribución y hábitat
Es endémica de Madagascar donde se encuentra en la Provincia de Toliara. Su hábitat natural son los bosques y matorrales secos de las regiones tropicales y subtropicales, y las áreas rocosas. Es tratada en peligro de extinción por pérdida de hábitat.

## Taxonomía
Euphorbia ambovombensis fue descrito por Rauh & Razaf. y publicado en Cactus and Succulent Journal 59(6): 251. 1987.
Etimología
Euphorbia: nombre genérico que deriva del médico griego del rey Juba II de Mauritania (52 a 50 a. C. - 23), Euphorbus, en su honor – o en alusión a su gran vientre – ya que usaba médicamente Euphorbia resinifera. En 1753 Carlos Linneo asignó el nombre a todo el género.
ambovombensis: epíteto geográfico que alude a su localización en Ambovombe.
Variedades
- Euphorbia ambovombensis var. ambovombensis
- Euphorbia ambovombensis var. ambatomenaensis Rebmann 2003